# Апопа
Апопа (исп. Apopa) — город и муниципалитет в центральной части Сальвадора, на территории департамента Сан-Сальвадор.

## Географическое положение
Апопа примыкает к городам Сояпанго и Сан-Сальвадор, являясь частью обширной агломерации Сан-Сальвадор, население которой по данным на 2010 год составляет около 1 900 000 человек. Абсолютная высота — 404 метра над уровнем моря.

## Население
По данным на 2013 год численность населения составляет 145 705 человек.
Динамика численности населения города по годам:
| 1992   | 2013    |
| ------ | ------- |
| 88 827 | 145 705 |